# カーディフ・アームズ・パーク
カーディフ・アームズ・パーク（Cardiff Arms Park）は、ウェールズの首都カーディフにあったスタジアム。

## 歴史
カーディフ・アームズ・パークは1878年まで存在したカーディフ・アームズ・ホテルを取り壊し、1881年に50ポンドの建設費をかけて完成。当時カーディフ・アスレチック・クラブが所有していた。1912年に43000名のスタジアムに拡張。ラグビーの試合に使用されていた。1934年には2万ポンドをかけて再拡張。1970年にはサブスタジアムが完成する。そのためアームズ・パークは国立競技場、サブスタジアムはラグビーグラウンドと呼ばれていた。
1984年には65,000名に拡張。ラグビーワールドカップ1991の会場にも選ばれた。しかしラグビーワールドカップ1999のメイン会場であるミレニアム・スタジアムの工事が決定されたことで1997年に閉場した。